# UK Antarctic Place-Names Committee
Das UK Antarctic Place-Names Committee (UK-APC) ist ein Komitee des Foreign and Commonwealth Office im Vereinigten Königreich zur Empfehlung von Namen im Britischen Antarktisterritorium und in Südgeorgien und den südlichen Sandwichinseln.
Die Gründung erfolgte 1945.